# Bosnyák konvertibilis márka
Ez a szócikk a bosnyák konvertibilis márkáról, Bosznia-Hercegovina hivatalos pénzneméről szól. A BAM egyéb jelentéseit lásd: BAM (egyértelműsítő lap)-on
A konvertibilis márka Bosznia-Hercegovina hivatalos pénzneme.

## A konvertibilis márka története
Az új bosznia-hercegovinai fizetőeszközt az országot felügyelő ENSZ-ellenőrzés nyomására vezették be. 1998. június 22-én került forgalomba.
A lépés a nemzetközi közösségnek a boszniai háborúban (1992–1995) szétszakadt ország egységesítését célzó egyik legfontosabb eleme volt. A bosnyák lakosságú részeken addig – a hivatalos fizetőeszköznek számító – boszniai dinárral, a szerb részeken jugoszláv dinárral, a horvát területeken pedig horvát kunával fizettek, míg a német márka mindenütt használatban volt. Ezért az árfolyamát is először 1:1 arányban a német fizetőeszközéhez kötötték (innen a márka és a fening (Pfennig) elnevezés). Miután 2002-ben a német márkát felváltotta az euró, a konvertibilis márkát gyakorlatilag ugyanazon a kötött árfolyamon váltották be az EU új fizetőeszközére, mint a német márkát.
A konvertibilis márka bevezetése Peter Nicholls új-zélandi pénzügyi szakembernek, a Bosznia-Hercegovinai Központi Bank elnökének és boszniaiakból álló szakembergárdájának nevéhez köthető.

## Érmék
A pfennig írásoldalán az érme névértéke és mögötte Bosznia-Hercegovina térképe szerepel. A névérték felett vagy latin vagy cirill betűkkel a feninga, azaz pfennig szó szerepel. Az írásmód attól függ, hogy melyik köztársaságban verték. A Boszniai Szerb Köztársaság területén a cirill, míg a Bosznia-hercegovinai Föderációban a latin betűs változat szerepel a felső részen. Az érme szélén az ország neve van vésve latin és cirill betűkkel. A fejoldalán a verés évszáma és az ország címere szerepel.
A márka írásoldalán az érme névértéke és a KM (konvertibilna marka) betűk találhatók. Az érme szélén az ország neve van vésve latin és cirill betűkkel. Az 1 márkás fejoldalán az ország címere szerepel. A 2 márkás fejoldalán a béke galambja található. Az érme szélén a golub mira ill. голуб мира szerepel.
Az érmék megjelenése országszerte azonos. A pfeninges érméket a llantrisanti Royal Mint (Brit Királyi Pénzverde) készíti.
| Érték       | Átmérő   | Kibocsátás        |
| ----------- | -------- | ----------------- |
| 5 pfenning  | 18 mm    | 2006. január 5.   |
| 10 pfenning | 20 mm    | 1998. december 9. |
| 20 pfenning | 22 mm    | 1998. december 9. |
| 50 pfenning | 24 mm    | 1998. december 9. |
| 1 márka     | 23,23 mm | 2000. július 31.  |
| 2 márka     | 25,75 mm | 2000. július 31.  |
| 5 márka     | 30 mm    | 2006. január 5.   |

## Bankjegyek

### 1998-as sorozat
A két bosznia-hercegovinai entitás a bankjegyeket saját változatban adja ki, de az egyik által kibocsátott bankjeggyel vagy érmével a másik országrészben is lehet fizetni, az eltérő változatok az országban össze vannak keveredve. A bankjegyekről – az azonos ábrázolás ellenére – könnyen el lehet dönteni, hogy azokat ki bocsátotta ki, mert a szerb köztársaságbeli változaton a cirill betűs, a Bosznia-hercegovinai Föderáció által kiadottakon a latin betűs felirat áll első helyen (kivéve a csak egy változatban nyomott 200 márkást).
A bankjegyek két változatán más-más alakok szerepelnek. Ez alól két kivétel van: a mindkét országrészben Meša Selimović-ot ábrázoló 5 márkás (ez a bankjegy már nincs forgalomban), és a már említett, Ivo Andrićot ábrázoló 200 márkás. 1 márkásból csak föderációs változat létezik, az Ivo Andrićot ábrázoló szerb változat ugyanis nyomdahiba miatt sosem került forgalomba. A bankjegyek az egyes nemzetek saját jelképeitől mentesek, a rajta látható személyek kivétel nélkül boszniai születésű szépirodalmi alkotók.
A 10, 20, 50 és 100 márkás bankjegyeket jelenleg a francia Oberthur Fiduciaire cég pénzjegynyomdájában állítják elő, ellenben a minden szempontból kivételt, a 200 márkást az osztrák Österreichische Banknoten- und Sicherheitsdruck GmbH gyártja.
2009. március 31-én kivonták az 1 márkás bankjegyet a forgalomból, az év végén pedig az 5 márkás bankjegyet is. A kereskedelmi bankok 2010. március 31-ig beváltották az 5 márkás a bankókat.
2012. június 1-jén jobb minőségű 10, 20, 50 és 100 márkás bankjegyeket bocsátottak ki. A Nemzeti Bank közlése szerint a régiek kivonásának oka, hogy hamar elhasználódtak az 1998-as sorozat bankjegyei, továbbá kevés biztonsági elemet tartalmaztak. Az új sorozat európai színvonalú, sok biztonsági elemet tartalmaznak (pl.: EURion csillagkép), és jobb minőségű papírból készülnek.
| Nérték      | Méret       | Szín         | Leírás                                  | Leírás                                  | Leírás                              | Leírás                              | Dátumok          | Dátumok            |
| Nérték      | Méret       | Szín         | előlap (Bosznia-hercegovinai Föderáció) | hátlap (Bosznia-hercegovinai Föderáció) | előlap (Boszniai Szerb Köztársaság) | hátlap (Boszniai Szerb Köztársaság) | Kibocsátás       | visszavonás        |
| ----------- | ----------- | ------------ | --------------------------------------- | --------------------------------------- | ----------------------------------- | ----------------------------------- | ---------------- | ------------------ |
| 50 pfenning |             |              | Skender Kulenović                       |                                         | Branko Ćopić                        |                                     | 1998. június 22. | 2003. március 31.  |
| 1 márka     | 120 x 60 mm | zöld         | Fra Ivan Franjo Jukić                   |                                         | Ivo Andrić                          |                                     | 1998. június 22. | 2009. március 31.  |
| 5 márka     | 122 x 62 mm | lila         | Meša Selimović                          |                                         | Meša Selimović                      |                                     | 1998. június 22. | 2009. december 31. |
| 10 márka    | 130 x 65 mm | narancssárga | Mak Dizdar                              | Radimlja stećak                         | Aleksa Šantić                       | kenyér                              | 1998. június 22. | forgalomban        |
| 20 márka    | 138 x 68 mm | barna        | Antun Branko Šimić                      | Radimlja stećak                         | Filip Višnjić                       | guszle                              | 1998. július 27. | forgalomban        |
| 50 márka    | 146 x 71 mm | lila, barna  | Musa Ćazim Ćatić                        | Zgošća stećak                           | Jovan Dučić                         | ceruza, könyv, szemüveg             | 1998. július 27. | forgalomban        |
| 100 márka   | 154 x 74 mm | barna        | Nikola Šop                              | Zgošća stećak                           | Petar Kočić                         | ceruza, könyv, szemüveg             | 1998. július 27. | forgalomban        |
| 200 márka   | 156 x 76 mm | kék          | Ivo Andrić                              | Szokoli Mehmed pasa hídja               | Ivo Andrić                          | Szokoli Mehmed pasa hídja           | 2002. május 15.  | forgalomban        |